# Firefly (seriál)
Firefly je americký space westernový dramatický televizní seriál vytvořený scenáristou a režisérem Jossem Whedonem v produkční společnosti Mutant Enemy. Whedon zároveň u seriálu působil společně s Timem Minearem jako vedoucí producent. V roce 2002 bylo odvysíláno 12 dílů, poté však byl seriál televizí Fox zrušen. Zbylé tři natočené epizody se dočkaly premiéry v následujícím roce v zahraničí.
Děj Firefly je umístěn do roku 2517, kdy lidstvo žije v novém hvězdném systému. Seriál sleduje dobrodružství skupiny odpadlíků na Serenity, vesmírné transportní lodi třídy Firefly. Na tomto plavidle žije devět postav v čele s kapitánem Malcolmem Reynoldsem (Nathan Fillion), veteránem z nedávné občanské války, v níž bojoval za poraženou stranu. Ten chce být i nadále nezávislý na centrální vládě, v čemž ho podporuje i jeho posádka, tvořená většinou lidmi žijícími a pohybujícími se na periferii tamní společnosti, mezi pašeráky, zloději a chudými kolonizátory a osadníky na okrajích hvězdného systému. Ústřední federální mocnost zvaná Aliance, jejíž vojska ve válce vyhrála, je mixem dvou odlišných kultur, neboť vznikla spojením dvou pozemských supervelmocí, Spojených států amerických a Číny.
Navzdory svému krátkému životu bývá seriál označován za kultovní; vydobyl si i silnou fanouškovskou základnu, která jej také výrazně podpořila při následném vydání na DVD. Díky tomu se studio Universal Pictures rozhodlo natočit celovečerní film Serenity, který měl premiéru v roce 2005, který navazuje na seriál a uzavírá některé jeho dějové linie. Značka Firefly se kromě seriálu a filmu rozšířila i do jiných oblastí, začala vznikat komiksová série Serenity s navazujícími příběhy, jsou vydávány také další publikace a hry.

## Příběh

### Prostředí

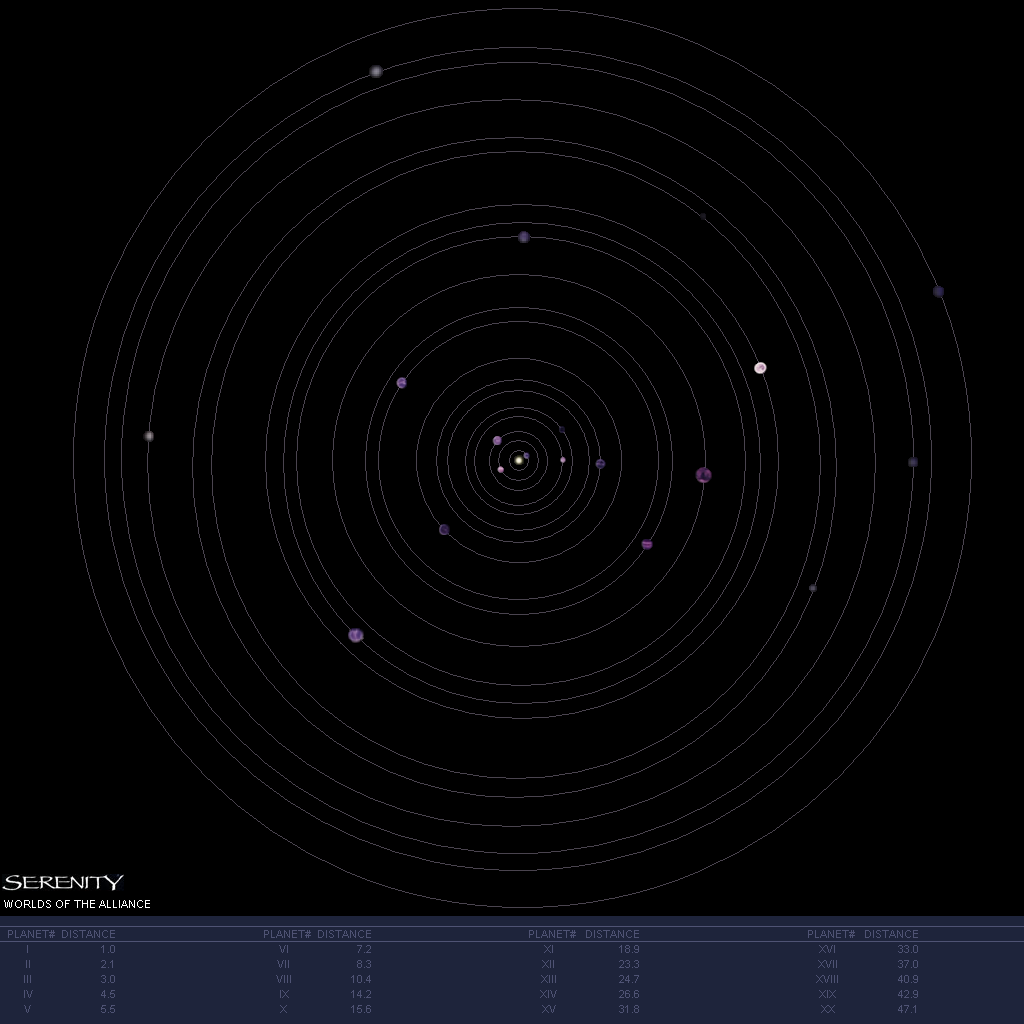
Schéma soustavy centrálních planet Aliance obíhajících kolem Bílého slunce, jedné z několika hvězd celého systému

Děj Firefly se odehrává v roce 2517 na množství planet a měsíců, které jsou součástí jednoho obrovského vícenásobného hvězdného systému. Vesmírná loď Serenity má „gravitační pohon“, necestuje se zde nadsvětelnou rychlostí. Postavy se příležitostně zmiňují o „dávné Zemi“ (v originále Earth-that-was), kterou lidstvo hromadně opustilo v generačních lodích dlouho před událostmi v seriálu („Bylo nás už tolik, že nás bývalá Země nedokázala uživit.“). Emigranti osídlili nový hvězdný systém s „desítkami planet a stovkami měsíců“. Mnoho z těchto těles bylo terraformováno, což však byl pouze první krok k učinění planet obyvatelnými. Osadníci, kteří byli na tato vzdálená místa vysláni, už často nedostali žádnou další podporu pro vybudování nových civilizací. Výsledkem toho bylo množství okrajových planet a měsíců s nepřátelským a vyprahlým prostředím.

### Děj seriálu
Hlavním prvkem seriálu je vesmírná loď Serenity, transportní loď třídy Firefly, kterou hlavní postavy označují jako svůj domov. Její design je v základních rysech podobný světluškám (anglicky firefly), její zadní část, podobně jako u zadečku tohoto bioluminiscenčního hmyzu, během zrychlování při letu svítí. Samotná loď je pojmenována podle bitvy v údolí Serenity, které se na straně poražených účastnili i kapitán plavidla se svojí pobočnicí. Tato bitva byla součástí občanské války mezi federální vládou Unie spojených planet (v originále Union of Allied Planets; běžně označovanou jako „Aliance“, v originále Alliance) a tzv. Nezávislými (v originále Independents), skupinou, která nechtěla planety sjednotit do jednoho impéria. Bitva o údolí Serenity je obecně považována za prohru, která definitivně zpečetila osud Nezávislých.
Aliance vládne systému z centrálních planet, ke kterým postupně připojila (i s použitím násilí) ostatní kolonizované planety, jež dříve měly vlastní vlády. Jádro Aliance sestává ze dvou hlavních hvězdných systémů, jednoho převážně ovlivněného západní kulturou bývalé Země a druhého, panasijského, přičemž tento mix se odráží jak v jazyce, tak ve stylu oblečení, apod. Vysoce civilizované centrální planety jsou pevně pod kontrolou Aliance, naopak okrajové planety připomínají americký Divoký západ 19. století, kam autorita vlády sahá pouze minimálně. Osadníci a uprchlíci na těchto odlehlých světech mají sice relativní svobodu od federální vlády, ale také nedostatek vybavení pokročilé hi-tech civilizace (jsou zde ve velkém používány střelné zbraně, revolvery, či koně). Kromě toho jsou úplné okraje systému obývány Pleniteli (v originále Reavers), kanibalistickou skupinou nomádských divošských lidí.
V tomto světě žijí hlavní postavy seriálu. Kapitánem Serenity je Malcolm „Mal“ Reynolds, který je se svou nynější pobočnicí Zoe Washburne veteránem války o sjednocení (epizoda „Serenity (1. část)“). Po skončení bojů si Mal koupil tuto loď, aby mohl pokračovat v životě mimo kontrolu Aliance (epizoda „Bez dechu“). Většina práce posádky Serenity spočívá v převážení legálního nákladu nebo naopak pašování. Jedna z hlavních dějových linií seriálu se zaměřuje na River Tam a jejího bratra Simona. River byla dětským géniem, její mozek byl však podroben různým vládním experimentům. Výsledkem toho je dívka trpící schizofrenií, má však vyspělé telepatické i jiné schopnosti. Simon se vzdal své kariéry úspěšného chirurga, aby ji zachránil ze zařízení Aliance, kde River tyto testy podstupovala, následkem čehož se oba stali hledanými uprchlíky. Jako cestující proto River propašuje na palubu Serenity, aby společně uprchli před Aliancí, někam na okrajové planety (dvojepizoda „Serenity“). Stav River se však postupně zlepšuje, až se stane racionálně uvažující dívkou, částečně i díky ostatním, kteří ji přijmou do své „rodiny“ na lodi (epizoda „Objekty ve vesmíru“).

### Významné prvky seriálu

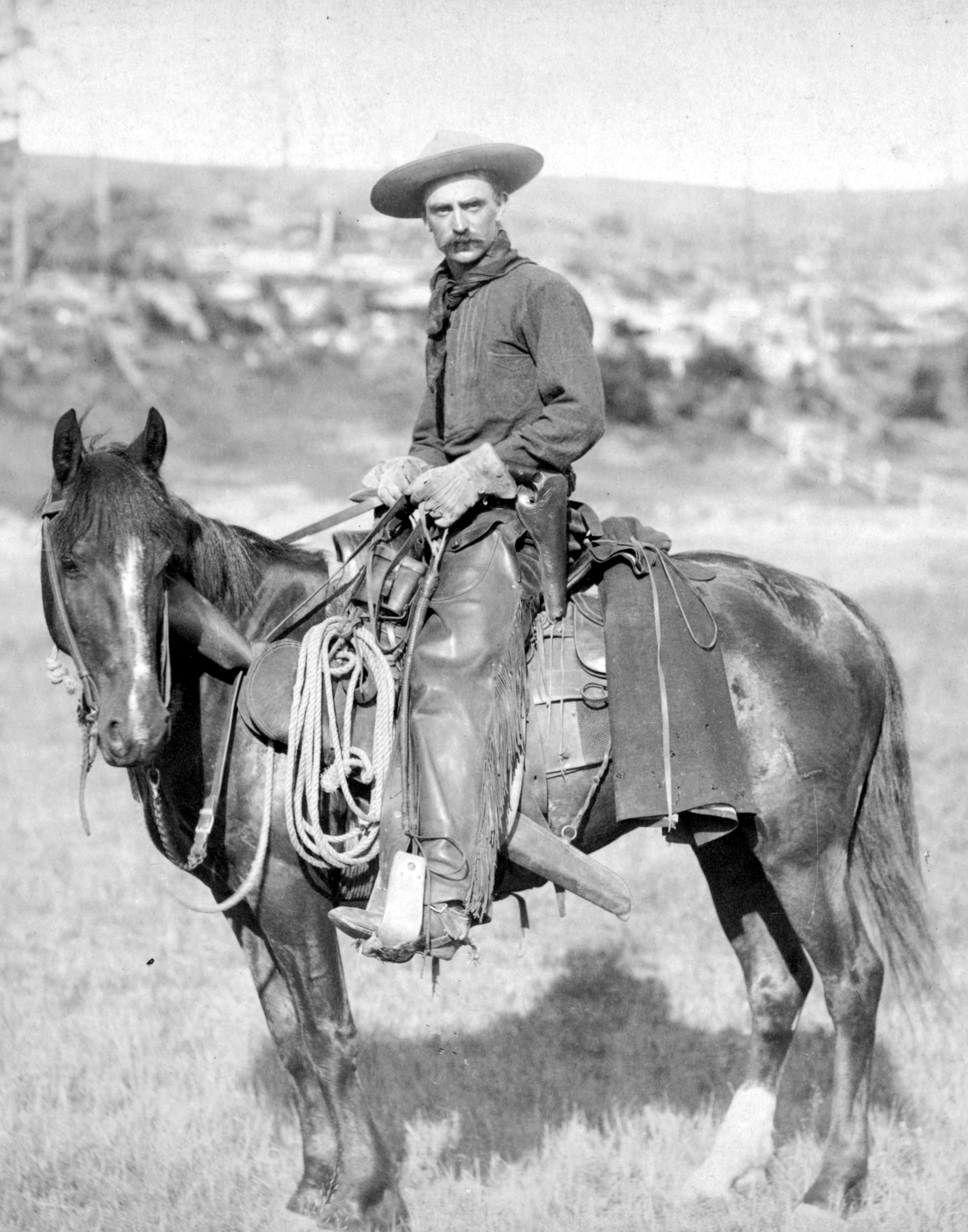
Americký kovboj 19. století, předobraz některých postav ve Firefly

Seriál mísí prvky space opery a westernu a oproti většině ostatních současných sci-fi znázorňuje budoucnost lidstva značně odlišně, mimo jiné i bez velkých vesmírných bitev. Firefly patří do multikulturní budoucnosti, ukazuje směsici západní kultury a kultury východní Asie, mezi kterými je však významný rozdíl v bohatství a chudobě. Výsledkem sino-americké Aliance se pro anglicky mluvící postavy stala běžným druhým jazykem čínština, která je často užívána například v reklamách a kterou postavy také používají pro nadávky. Tento mix kultur vznikl výsledkem dřívější vesmírné činnosti dvou pozemských supervelmocí, Číny a Spojených států. Kromě dvou dominantních jazyků zazní v seriálu i jazyk třetí, čeština, kterou v jedné scéně epizody „Válečné historky“ použije kriminální boss Niska (v českém znění byl pro Niskovu českou větu použit polský překlad, který měl zdůraznit odlišnost jazyka od vyjadřování ostatních postav, ale zároveň příliš nezměnit jeho naznačený kulturní původ).
V seriálu se také vyskytuje slang, jenž nemá v současné společnosti obdobu. V dialozích postav se objevují nejen upravená dnešní (anglická) slova, ale také výrazy zcela nové. Například slovo „shiny“, které nyní v češtině odpovídá slovu „lesklý“ (předmět) nebo „zářivý“ (den, ve smyslu „sluneční den“), je v původním znění postavami často využíváno ve smyslu dnešního použití výrazu „cool“ (skvělý, bezva). Jiným příkladem je nově vzniklá lehčí nadávka „gorram“. Součástí seriálu je rovněž psaná i mluvená čínština (zachovaná i v českém dabingu) i anglický dialekt Divokého západu. M. E. Russell ve své recenzi pro Weeklystandard.com uvedl: „Dialogy mají sklon k bizarnímu pyré, tvořenému nejapnými poznámkami, nářečím starých westernových paperbacků a drobky čínštiny.“
Tim Minear a Joss Whedon poukázali na dvě scény, které, jak věří, mimořádně jasně zobrazují atmosféru seriálu. První z nich se vyskytuje v pilotním dvojdíle „Serenity“, kde Mal jí jídlo čínskými jídelními hůlkami a vedle jeho talíře se nachází západní plechový hrnek. Druhá scéna je obsažena v epizodě „Vlaková loupež“, kde je Mal vyhozen z klasického „westernového“ baru holografickým oknem. Kromě toho scéna z úvodních titulků, kdy Serenity prolétá nad stádem koní, je podle Whedona pokusem zobrazit „vše, co člověk potřebuje k pochopení seriálu v pěti sekundách“.
Jeden ze sporů Josse Whedona se stanicí Fox byl o atmosféru seriálu, především o postavu Malcolma Reynoldse. Fox tlačil Whedona, aby byl Mal více „srdečný“, protože podle Foxe byl v původním pilotním dvojdíle příliš ponurý. Podle televize byl tím myšlen okamžik, kdy Reynolds naznačil, že by mohl vyhodit Simona a River přechodovou komorou z lodi do vesmíru. Kromě toho lidé ze stanice nebyli šťastní, že se seriál týká „ztroskotanců“, kteří „nasákli politikou“, namísto skutečných činitelů politiky.

## Obsazení

### Hlavní role

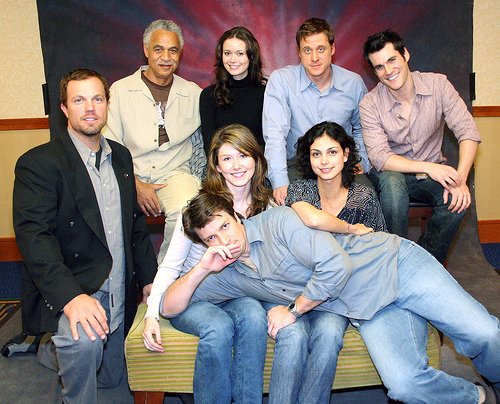
Představitelé hlavních postav seriálu Firefly. Ležící: Nathan Fillion; prostřední řada zleva: Adam Baldwin, Jewel Staite, Morena Baccarin; zadní řada zleva: Ron Glass, Summer Glau, Alan Tudyk, Sean Maher (chybí Gina Torres).

Ve Firefly je devět hlavních postav, členů posádky a pasažérů lodě Serenity, které bojují se zločinci a pleticháři, bezpečnostními silami Aliance, zcela psychotickými a brutálními Pleniteli a záhadnými muži s modrými rukavicemi. Posádka je poháněna potřebou zajistit si dostatečné finanční prostředky k udržení provozu lodě (kromě pašování tedy převáží i legální náklad), což se příliš neshoduje s jinou potřebou mít pověst zločinců při jednání s lidmi z podsvětí, se kterými musí spolupracovat. Jejich situace je také značně komplikovaná rozdílnou motivací všech lidí na palubě Serenity, nicméně jejich celková charakteristika se nestihla vzhledem ke krátké době vysílání seriálu vyvinout.
Všech devět hlavních postav se vyskytuje ve všech 15 epizodách, jedinou výjimkou je díl „Ariel“, kde chybí pastor Book, kterého posádka na jeho žádost dříve vysadila, aby mohl meditovat v opatství.
- Nathan Fillion (český dabing: Jiří Dvořák) jako Malcolm „Mal“ Reynolds – Majitel a kapitán Serenity a bývalý seržant Nezávislých, účastník klíčové bitvy o údolí Serenity. Vyrůstal na ranči na planetě Shadow, kde byl vychován svou matkou a jejími pomocníky. Za války o sjednocení bojoval jako seržant 57. čety za Nezávislé, „hnědokabátníky“ (v originále browncoats). Je mazaným a schopným vůdcem a velmi dobrým střelcem. Jeho touhou je žít nezávisle, proto bojoval proti sjednocení pod vládu Aliance. Koupí vlastní transportní lodě může nadále zůstat po delší dobu mimo alianční kontrolu. Pašuje, provádí drobné krádeže a zabíjí jen pokud je to nutné pro zachování svobodného stylu jeho života, jinak se při jednáních s ostatními jedná o čestného muže, naprosto loajálního vůči své posádce a následujícího svůj morální pohled na svět.
- Gina Torres (český dabing: René Slováčková) jako Zoe Washburne – Pobočnice kapitána Reynoldse, jeho blízká přítelkyně z války a manželka Washe. Narodila se a vyrostla na vesmírné lodi,[8] během války o sjednocení sloužila pod Malem jako desátník.[9] Její manžel ji popisuje jako „válečnici“, je schopnou střelkyní, která udržuje klid i v nejnebezpečnějších situacích. Je prakticky bezvýhradně loajální vůči Malovi, jedinou výjimkou se stalo její manželství s Washem, kterého si vzala navzdory kapitánovým rozkazům.
- Alan Tudyk (český dabing: Libor Bouček) jako Hoban „Wash“ Washburne – Pilot Serenity a Zoein manžel. Do své ženy je hluboce zamilovaný, nicméně dost žárlí na její válečné kamarádství s kapitánem a její bezvýhradnou podporu jeho činů. Stal se pilotem, protože chtěl vidět hvězdy, které nejsou z povrchu jeho rodné znečištěné planety vidět. Serenity si vybral i přes značný zájem o něj z jiných lodí. Je bezstarostnou a veselou osobou, má tendenci vtipkovat i v nejzávažnějších situacích.
- Morena Baccarin (český dabing: Sabina Laurinová) jako Inara Serra – Společnice (ve 26. století ekvivalent hetéry, gejši, kurtizány či oiran) pocházející z planety Sihnon, vírou buddhistka. Pronajímá si jeden ze dvou malých raketoplánů Serenity. Její přítomnost (resp. přítomnost osoby s takovým vysokým společenským postavením) na palubě lodi dodává posádce jistou míru legitimity a přijetí i od sociálně výše postavených osob. Jako vzdělaná „děvka se zlatým srdcem“ projevuje Inara velkou míru důstojnosti, zdvořilosti a soucítění, mezí ní a Malem je také silné romantické napětí. Kapitán s ní sdílí více charakterních rysů, s úsměvem si však svoje činnosti navzájem označují jako „kurvení“ a „malichernou zlodějnu“. Oba se snaží opomíjet své city a snaží se udržet si profesionální vztah. Z letmých náznaků v několik epizodách se však Inara zdá záhadnější postavou, než jak obyčejně vystupuje, její příběh ale nestačil být rozvinut.[10]
- Adam Baldwin (český dabing: Jakub Saic) jako Jayne Cobb – Nájemný žoldák, který se s Malem poprvé setkal při střetu, když na Reynoldse mířil nabitou zbraní. Kapitán mu však tehdy nabídl na lodi vlastní lůžko a vyšší podíl než Jaynův tehdejší zaměstnavatel, proto Jayne na místě změnil strany a zastřelil své tehdejší partnery. Sblížil se s Malem a nezradil ho, ani když mu alianční agent nabízel peníze za případnou pomoc s dopadením Reynoldse (epizoda „Serenity (2. část)“); i svoje další činy vysvětloval tím, že nechtěl podrazit Mala (epizoda „Ariel“). Jayne je osobou, na které může záviset osud potyček,[11] je hromotlukem, který si myslí, že je nejchytřejší osobou ve vesmíru. Jeho občasné záblesky inteligence však dávají tušit, že si hraje na tupějšího, než ve skutečnosti je.[1] Jak několikrát uvedl Joss Whedon, Jayne je také postavou, která klade otázky, jež nikdo jiný nechce položit.[12] I přes svůj macho charakter se bojí Plenitelů více než zbytek posádky. Navzdory své amorální žoldnéřské osobnosti také posílá významnou část svého podílu své matce, což opět ukazuje, že nemusí být úplně takový, jak se prezentuje posádce.
- Jewel Staite (český dabing: Kristina Jelínková) jako Kaywinnet Lee „Kaylee“ Fryeová[13][14] – Lodní mechanička, která sice nemá žádné inženýrské vzdělání, ale udržuje Serenity v chodu díky svému intuitivnímu daru pro práci s mechanickým zařízením (epizoda „Bez dechu“). Je přirozeně milá, srdečná a veselá, má ráda loď i celou její posádku a je zamilovaná do Simona. Joss Whedon uvedl, že pokud Kaylee něčemu skutečně věří, pak je to pravda.[1]
- Sean Maher (český dabing: Filip Jančík) jako doktor Simon Tam – Lékařský vědec a chirurg nejvyšší úrovně (studoval v nejlepším institutu na centrálních planetách, ve své třídě byl mezi nejlepšími 3 %), který utíká před Aliancí poté, co osvobodil svoji sestru River z jednoho vládního výzkumného zařízení. I přes otcovy důrazné námitky obětoval svoji úspěšnou budoucnost v lékařství, aby pomohl své sestře. Pokusy o romantický vztah s Kaylee jsou většinou přerušeny jeho sociální nešikovností. Simonův život se točí okolo jeho sestry.[1]
- Summer Glau (český dabing: Anna Theimerová) jako River Tam – Sestra Simona, který ji na loď propašoval bez vědomí posádky. Vysoce inteligentní dívka, s velkou mírou soucitu a intuice. Kvůli pokusům a invazivní operaci mozku v tajném zařízení Aliance trpí bludy, paranoiou a někdy i agresí. Její záhadná schopnost zdánlivě vidět smysl věcí, než se stanou, ponechává otázky, kde pro ni bludy končí a začíná realita. Zdá se, že vládní experimenty z ní měly udělat telepatku schopnou ručně zabíjet nebo zneškodňovat mnohem silnější soupeře v boji tváří v tvář. Trpí častými záchvaty úzkosti a posttraumatickými záblesky vzpomínek z doby, kdy byla držena v aliančním zařízení. Svou mentální labilností a záhadnými schopnostmi, doplněnými několika nevyzpytatelnými a násilnými činy, je u posádky opakovaným zdrojem strachu a obav. Vadí především Jaynovi (sekla jej nožem), který často požaduje její odchod z lodi.
- Ron Glass (český dabing: Pavel Rímský) jako Derrial Book – Pastor, resp. kněz, který, ačkoliv se sám označuje za zbožného křesťana,[15] disponuje velkou znalostí kriminálních aktivit a policejní zkaženosti. Jedná se o postavu se záhadnou minulostí, kterou bez otázek a prodlení ošetří na aliančním křižníku (epizoda „Únos“). Je schopný v boji tváří v tvář a umí dobře ovládat palné zbraně. Po většinu času má námitky proti používání násilí, při misi na záchranu kapitána se ovšem nebojí chopit zbraně s odůvodněním, že zatímco Bible je v otázce zabíjení docela přesná, tak „je poněkud nejasná v případě střelby do čéšek“ (epizoda „Válečné historky“). Book je pro Mala a zbytek posádky jakýmsi morálním průvodcem, hlasem rozumu, svědomí a duchovna. Vychází poměrně dobře s Jaynem, navzájem si pomáhají při cvičení bench-pressu. Minulost pastora Book měla být v průběhu seriálu postupně odhalována, vzhledem k jeho zrušení ale nakonec došlo k vydání grafického románu The Shepherd's Tale, který se touto postavou zabývá.

### Vedlejší role
Navzdory krátké existenci seriálu se v něm objevilo několik důležitějších vedlejších postav, které se vyskytly ve více epizodách:
- Mark Sheppard jako Badger – Zavedený „podnikatel“, prostředník, který na planetě Persephona dohazuje práci pašerákům, tedy i posádce Serenity. Objevil se v epizodách „Serenity (1. část)“ a „Večírek“. Původně měl Badgera hrát sám Joss Whedon.[1]
- Michael Fairman jako Adelei Niska – Nemilosrdný kriminální boss s pověstí násilných odvet a těžkého a dlouhotrvajícího mučení těch, kteří jej zklamou nebo naštvou. Objevil se v epizodách „Vlaková loupež“ a „Válečné historky“.
- Christina Hendricks jako Saffron – Schopná podvodnice a zlodějka, jejíž pravé jméno není známé, sama se různým mužům představuje jako Saffron, Yolanda či Bridget. Objevila se v epizodách „Naše paní Reynoldsová“ a „Past“.
- Jeff Ricketts a Dennis Cockrum jako agenti s modrými rukavicemi, tzv. „modré ruce“ (v originále The Hands of Blue) – Dva anonymní muži nosící obleky a modré rukavice, kteří pronásledují River, zřejmě proto, aby ji vrátili do aliančního zařízení, odkud utekla. Zabijí každého, kdo se s dívkou dostane do kontaktu, včetně policejních příslušníků Aliance. Objevili se v epizodách „Vlaková loupež“ a „Ariel“.

## Produkce

### Koncepce

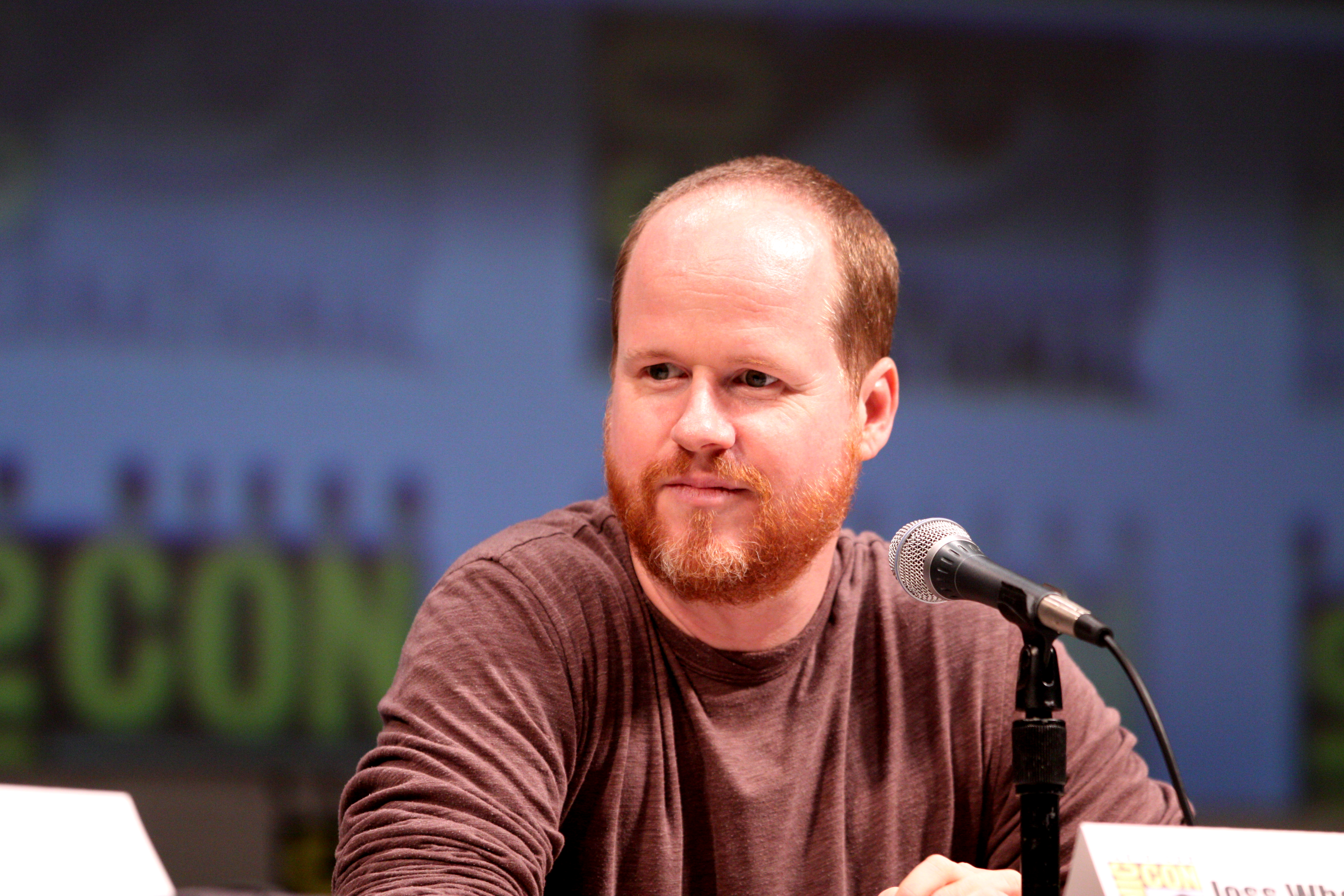
Joss Whedon, autor seriálu Firefly

Joss Whedon vymyslel koncept seriálu po přečtení románu The Killer Angels od držitele Pulitzerovy ceny Michaela Shaary, jehož příběh popisuje bitvu u Gettysburgu, která proběhla během americké občanské války. Whedon se chtěl zaměřit na osoby, které byly na poražené válečné straně, jejich zkušenosti pionýrů a osadníků na okrajích civilizace, podobně, jako tomu bylo v USA během éry po občanské válce a v kultuře amerického Divokého západu. Seriál zamýšlel jako „drama typu Přepadení s množstvím lidí snažících se pochopit své životy v bezútěšném prostředí osadníků“. Chtěl vymyslet seriál o kontaktní povaze života, kde by existence byla fyzičtější a komplikovanější. Po přečtení The Killer Angels se Whedon pustil do knihy o židovských partyzánských bojovnících během druhé světové války, která jej také ovlivnila. Měl zájem vytvořit pro televizi něco drsnějšího a více založeného na postavách, než jsou moderní sci-fi díla. Cítil, že tehdejší televizní science fiction se stala až dokonale čistou a příliš rozředěnou.
Pro zamýšlený seriál chtěl použít jméno, které by naznačovalo pohyb a sílu, což podle něj název „Firefly“ splňoval. Také samotný význam slova mu navíc dodával jistý půvab. Nakonec se také rozhodl, že i vesmírná loď bude mít předobraz ve vzhledu světlušek.
Whedon uvedl, že směřoval seriál jako „nazírání devíti lidí na temnotu vesmíru devíti různými pohledy“. Podle jeho představy „se nic v budoucnosti nezmění: technologie se vyvine, ale my budeme stále řešit tytéž politické, morální a etické problémy, jako máme dnes“.
V prosinci 2001 uzavřel se stanicí Fox smlouvu na realizaci 13 epizod seriálu, poměrně velkou částku 10 milionů dolarů na výrobu pilotní dvojepizody poskytl Fox produkční společnosti Mutant Enemy v lednu 2002.

### Obsazení a jeho změny

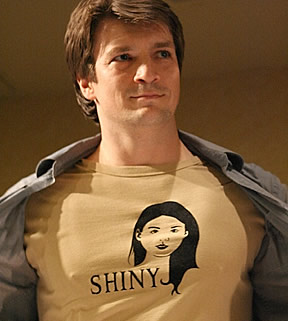
Nathan Fillion, představitel Malcolma Reynoldse, v tričku odkazujícím na slovo „shiny“, které bylo v seriálu hojně používáno

Během konkurzu na obsazení devítičlenné hlavní posádky sledoval Joss Whedon herce a uvažoval o jejich „chemii“ s ostatními. Herec Sean Maher uvedl: „Prostě nás nějak dal dohromady a myslím, že to bylo hodně rychlé.“ Všech devět herců bylo vybráno před začátkem natáčení, nicméně během filmování pilotní dvojepizody „Serenity“ se Whedon rozhodl, že Rebecca Gayheart není úplně vhodná pro postavu Inary. Díky tomu, že do té doby natočila pouze záběry, kde je jen ona sama, nebylo složité ji nahradit. Na konkurz byla pozvána Morena Baccarin, která tak již o dva dny později začala točit svůj první seriál: „Joss mě jako hrdý táta vzal ze zkušební místnosti dolů, držel mě za ruku a všem mě představil.“
Hlavní roli Malcolma Reynoldse měl původně hrát Nicholas Brendon, kvůli jeho termínové kolizi s natáčením seriálu Buffy, přemožitelka upírů ale musel Whedon oslovit někoho jiného. Vybral si Nathana Filliona, který byl po vysvětlení základního náčrtu příběhu a ukázání smlouvy na pilotní dvojepizodu nadšený. Předtím, než Fillion roli skutečně dostal, volal několikrát zpět, protože měl zájem si přečíst repliky své budoucí postavy. Poznamenal, že „to bylo skutečně vzrušující. Byla to moje první hlavní role a byl jsem pěkně nervózní. Ale opravdu jsem ji chtěl, chtěl jsem vyprávět tyto příběhy.“ Později také uvedl, že mu zrušení seriálu „zlomilo srdce“. Stále prohlašuje, že Firefly byla jeho nejlepší herecká práce, jakou kdy měl, a také s ní každou novou práci srovnává.
Alan Tudyk se o roli Washe ucházel přes castingovou kancelář, později byl povolán na konkurz, kde se setkal s Whedonem. Následně se také účastnil zkoušek se dvěma kandidátkami na roli Zoe (Washovy manželky) a bylo mu řečeno, že se rozhoduje mezí ním a ještě jedním zájemcem. Ačkoliv ani jedna z hereček, se kterými zkoušel, nebyla do role Zoe obsazena, Tudyk roli Washe získal. Jeho zkušební nahrávka je součástí bonusů na DVD edici seriálu.
Gina Torres, veteránka několika sci-fi a fantasy děl (Cleopatra 2525, Matrix Reloaded, Alias, Herkules), nejprve neměla zájem o účast v dalším sci-fi seriálu, ale autoři ji „získali díky kvalitě chystaného materiálu“. Jak uvedla, „měli jste ty složité postavy obývající složitý svět, což vytvářelo skvělé příběhy. A bez mimozemšťanů!“ Pro Adama Baldwina, který vyrůstal na televizních westernech, byla role Jayna Cobba obzvláště výjimečná. Kanadská herečka Jewel Staite zaslala své nahrané zkušební vystoupení z Vancouveru a poté byla pozvaná do Los Angeles na setkání s Whedonem, kde byla obsazena do role Kaylee.
Sean Maher si vybavuje čtení replik i to, že se mu postava Simona líbila, ale byla to pro něj hlavně Whedonova osobnost a představa, které to „zpečetily“. Pro roli Simonovy sestry River oslovil Whedon herečku Summer Glau, která již hrála v jedné epizodě jeho seriálu Angel a která po konkurzu tuto práci skutečně také dostala. Televizní veterán Ron Glass uvedl, že až do Firefly on sám nikdy nezažil ani nevyhledával role ve sci-fi nebo westernech, nicméně se zamiloval do scénáře pilotní dvojepizody a do postavy pastora Booka.

### Štáb

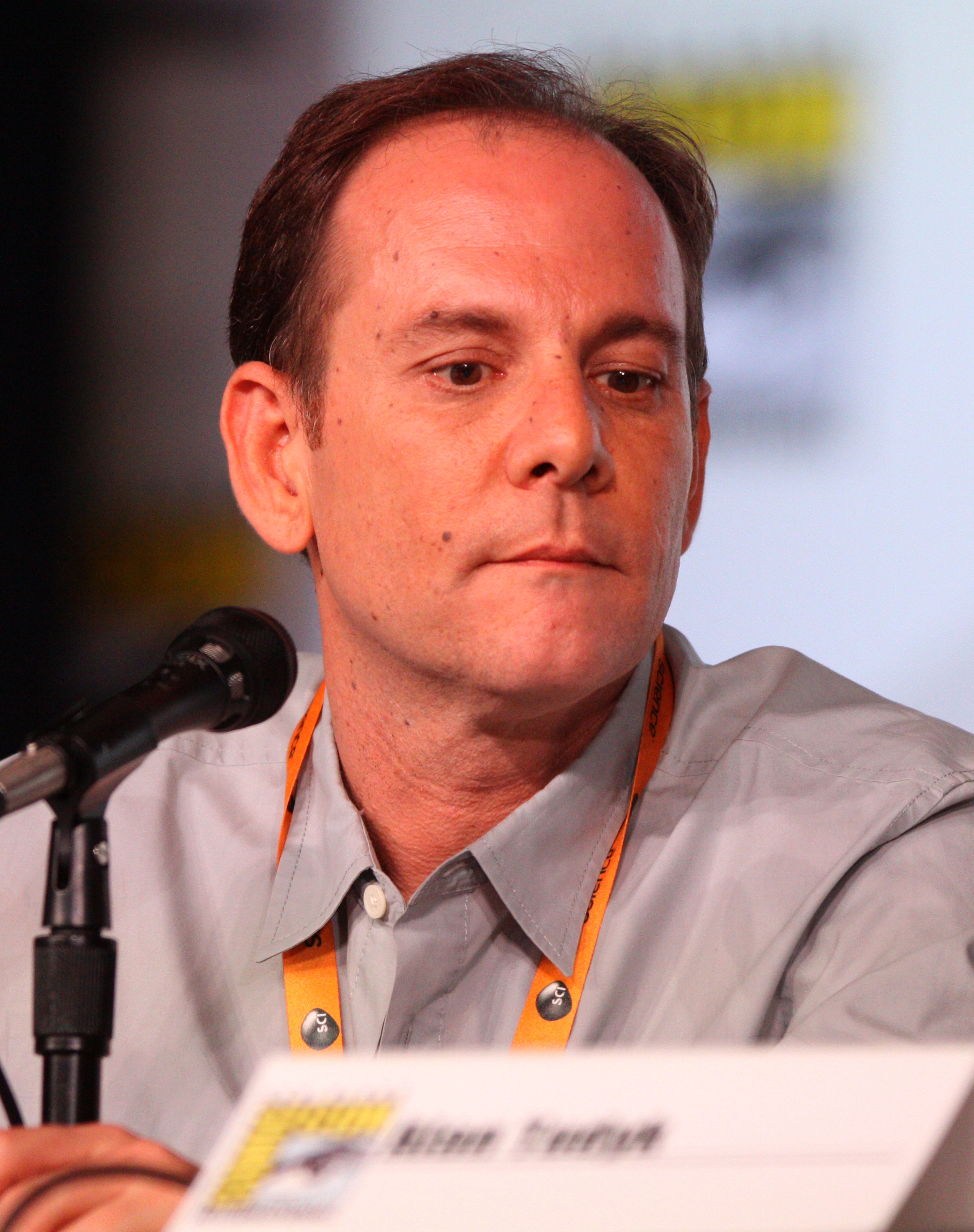
Tim Minear, scenárista, producent a showrunner Firefly

Jako showrunnera, vedoucího scenáristů a produkce, si Joss Whedon vybral Tima Mineara. Podle Whedona „rozuměl [Minear] seriálu stejně dobře jako jakémukoliv člověku a prostě přišel s tolika nápady, o kterých jsem taky přemýšlel, jako kdyby byl odjakživa součástí celého konceptu seriálu“. Mnoho lidí ze štábu produkce již s Whedonem v minulosti pracovalo, jednou z mála výjimek byl kameraman David Boyd, který se stal „velkým objevem“ a který byl „plný nadšení a energie“.
Scenáristé byli vybráni na základě pohovorů a ukázek scénářů. Byli mezi nimi Jose Molina, Ben Edlund, Cheryl Cain, Brett Matthews, Drew Z. Greenberg a Jane Espenson. Espenson napsala pojednání o scenáristickém procesu v produkční společnosti Mutant Enemy: Koná se setkání a je předložen, většinou Whedonem, nápad, který scenáristé rozpracovávají do centrálního tématu epizody a vývoje postav. Další setkání (vyjma jednoho scenáristy, který pracuje na epizodě z předchozího týdne) probíhá v předsíni Whedonovy kanceláře, kde se začne příběh „rozbíjet“ do jednotlivých dějství a scén. Pro tým je jednou z klíčových součástek pro rozdělení na akty doba, kde bude vložena přestávka pro reklamy, tak, aby zajistili návrat diváků z obrazovkám i na zbytek příběhu. Například v epizodě „Večírek“ se pauza pro reklamu vyskytuje, když je Malcolm Reynolds vážně raněn a prohrává souboj. „Neskončí to, dokud Mal neobrátí výsledek boje a nestane se vítězem. Oba jsou to velké momenty, ale jeden z nich vás nechá zvědavého a ten druhý nikoliv.“
Následně scenáristé vymýšlí fixem na tabuli scény s tím, že mají k dispozici „stručný popis každé z nich“. Jeden ze scenáristů je vybrán pro vytvoření celkového přehledu konceptu epizody, občas s nějakými dialogy a vtipy; tento svůj úkol má stihnout za jeden den. Přehled je poté poskytnut Timu Minearovi, který jej během dne zkontroluje. Scenárista použije zrevidovanou verzi přehledu, aby napsal první draft scénáře, zatímco ostatní autoři začínají pracovat na další epizodě. První verze scénáře je obvykle předložena k revizi během tří až čtrnácti dní; poté následuje tvorba druhého a někdy i třetího draftu. Po všech kontrolách a revizích je vytvořena definitivní verze scénáře.

### Natáčení
Přípravné práce na natáčení pilotní dvojepizody „Serenity“ probíhaly od ledna, během února a začátku března bylo oznámeno obsazení hlavních postav, natáčet se začalo v březnu 2002 – filmování se všemi hlavními herci bylo zahájeno 20. března. Joss Whedon se během natáčení stále přel se stanicí Fox, že by seriál měl být vysílán v širokoúhlém formátu. Proto záměrně točil scény s herci na okrajích záběrů, aby byli vidět pouze při použití širokoúhlého vysílání. Tento spor vedl k tomu, že v několika scénách na později vydaných DVD a BD jsou zobrazeny předměty, které v původním vysílání ve formátu 4:3 nebyly vidět – příkladem je scéna, kdy Wash ovládá loď neviditelným kniplem nacházejícím se mimo obrazovku. Pilotní dvojepizodu nicméně vedoucí Foxu na začátku května 2002 zamítli, protože postrádali více akce a zároveň chtěli kapitána méně „zamračeného“. Také se jim nelíbila scéna, v níž posádka ustoupila zločineckému bossovi, takže to vypadalo, že členové posádky „jsou nic“. Nicméně Fox nabídl Whedonovi v pátek odpoledne druhou možnost: do pondělního rána měl předložit scénář nového pilotního dílu, jinak by byl projekt seriálu definitivně ukončen. Whedon společně s Timem Minearem scénář epizody „Vlaková loupež“ skutečně přes víkend napsal. Na příkaz Foxu do něj přidali „nadživotní“ postavy, jako byl nohsled Crow nebo agenti s modrými rukavicemi, čímž epizoda končila ve stylu seriálu Akta X.
U nového pilotního dílu se Fox rozhodl, že nechce epizody vysílat v šiokoúhlém formátu. Whedon se svými spolupracovníky však cítil, že by udělal dobře, kdyby seriál natáčeli širokoúhle pro případné vydání na DVD. Museli však udržet předměty a osoby v záběru tak, aby scény fungovaly i při vysílání s ořezaným obrazem. Pro zajištění pohlcující a bezprostřední atmosféry byly epizody natáčeny dokumentárním stylem s kamerou drženou v ruce, což jim mělo dodat vzhled „found footage“ se záměrně chybnými nebo nezaostřenými záběry. Scény vytvořené počítačově také napodobovaly pohyb ruční kamery. Tento styl však nebyl použit během přestřelek, do kterých byla zapletena centrální vláda. Pro zobrazení této sterilní stránky prostředí seriálu použil štáb záběry natočené pomocí steadicamu a typu tracking shot. Dalším využitým stylem byly lens flares typické pro televizní díla ze 70. let 20. století. Tento typ záběrů požadoval kameraman David Boyd tak moc, že vrátil špičkové objektivy, které eliminují odrazy typu lens flare, a nahradil je levnějšími.
Oproti většině ostatních sci-fi seriálů nebyly pro zvýšení dramatického efektu přidány do scén ve vesmíru zvukové efekty. Firefly zobrazuje vesmír jako tichý, protože vakuum nepřenáší zvuk. Vizuální efekty v seriálu vytvořila společnost Zoic Studios.
V říjnu 2002 si Fox objednal další tři scénáře, přičemž realizace dvou z nich byla objednána přibližně o měsíc později. Dne 2. prosince však došlo k oznámení o lednovém přerušení Firefly a o 10 dní později jej následovala zpráva o úplném zrušení seriálu. Nedokončené epizody mohly být dohotoveny, celkově tak bylo do začátku roku 2003 realizováno 15 dílů. Kulisy seriálu byly definitivně rozebrány v únoru 2003.

### Výprava
Vedoucí výpravy Carey Meyer postavil interiéry lodě Serenity jako nezávislé části ve dvou patrech nad sebou, přičemž součástí celého setu byly i stropy se zabudovaným osvětlením, které byly kvůli kamerám částečně přemístitelné. Dvojdílný interiér také umožnil rozdělit štáb na dvě jednotky, takže zatímco herci mohli s hlavní částí štábu natáčet v jednom podlaží, zbylé patro bylo volné pro druhou jednotku. Byly i další výhody takového uspořádání. Například umožňovalo divákovi, aby cítil, že se skutečně nachází na lodi. Pro Josse Whedona byl návrh lodi klíčový ve vymezení divákům známých prostor, nejednalo se o „čtrnáct set palub a simulátor a bufet na zádi, kde k jídlu seženete všechno“. Chtěl vyjádřit, že loď je užitková, sice „otlučená, ale živá a především, že se také jedná o domov“. Každá místnost reprezentovala pocity nebo svoji povahu, obvykle pomocí barev. Postupem ze zádi lodi, ze strojovny, vpřed, na můstek, se mění barevné ztvárnění prostor od extrémního tepla (červená) k chladu (modrá). Kromě toho, že jejich atmosféra je spojena i s postavami, které v daných místnostech stráví nejvíce času, naráží barevné schéma na teplo vytvářené na zádi lodi pohonnou jednotkou. Whedon měl také zájem o vertikální využití prostoru, takže považoval za důležité, že přístup do kajut posádky ve spodním patře byl řešen pomocí žebříku. Další výhodou těchto interiérů bylo umožnění hercům interakci mezi sebou, aniž by každý jednotlivý záběr museli ukončit a přesunout se do záběru dalšího. Tento fakt pomohl k dokumentárnímu vyznění seriálu, o který Whedon usiloval.
Návrh interiérů byl ovlivněn různě, například posuvné dveře a malé kajuty odráží podobu japonských hotelů. Podle ilustrátora Larryho Dixona stěny nákladového prostoru „připomínají propletené a překrývající se asijské kresby, které nám chytře připomenou prostředí americko-čínské Aliance, protože umělecky ztvárněná vzorkovaná rovná plocha v pozadí záběrů je na toto přímým odkazem“. Dixon si také povšiml, jak návrh interiérů přispívá k vyprávění příběhu pomocí užití barev, jejich sytosti i složení, osvětlení a také používáním úhlopříček a vzorovaných stínů.
Interiéry lodě byly použity pro většinu příběhů, jedním z důvodů byl nízký rozpočet seriálu. Když postavy opustí loď, tak všechny světy mají zemskou atmosféru a zbarvení, protože nebyly finanční prostředky k navržení mimozemských světů. „Nechtěl jsem v každé epizodě přijít na Yucca Flat a pomocí oranžové oblohy jej změnit na Bizarro World“, uvedl Whedon. Carey Meyer poznamenal: „Myslím, že nakonec převládal pocit, že jsme používali mnoho míst a exteriérů, které zkrátka vypadaly příliš westernově a přitom jsme nemuseli jít touto cestou; ale v určitém okamžiku se to stalo menším ze dvou zel – co jsme mohli skutečně vytvořit během tří dnů?“

### Kostýmy
Původní návrhářkou kostýmů Firefly byla Jill Ohanneson, která si pro pilotní dvojepizodu přivedla jako asistentku Shawnu Trpcic. Když byl seriál schválen, byla Ohanneson zapojena již do jiné práce a proto účast na dalších epizodách seriálu odmítla a zároveň navrhla Shawnu Trpcic jako svoji náhradu.
Kostýmy v seriálu byly ovlivněny především druhou světovou válkou, americkou občanskou válkou, americkým Divokým západem a samurajským Japonskem 60. let 19. století. Trpcic použila pro hlavní postavy tmavou červenou a oranžovou, aby vyjádřila pocity „domova“ a aby vytvořila kontrast se šedí a studenou modří Aliance. Protože postavy byly často postřelovány, nechala vyrobit od každého kostýmu šest verzí.
Aby byla zvýrazněna odloučenost River od posádky Serenity, byly pro její kostýmy použity většinou drahokamové odstíny. River nosí vysoké těžké boty, což je v kontrastu s jemnými látkami jejích šatů, „protože to je to, čím je – je jemnou, krásnou a citlivou dívkou, ale s tím tvrdým vnitřním ražením“, uvedla Trpcic. Návrháři také chtěli vytvořit kontrast mezi Simonem, bratrem River, a zbytkem posádky. Zatímco ostatní mají oblečení bavlněné, Simon nosí vlněné, tuhé látky, satén a hedvábí. Ze začátku byl „švihákem“, ale jak seriál postoupil, postupně se trochu uvolnil. Pro Kaylee studovala Trpcic oděvy mladých Japonců a Číňanů, protože tato postava původně měla být Asiatkou. Další inspiraci pro její kostýmy nalezla v Rosie the Riveter a čínských komunistických plakátech. Oblečení Inary odráží její vysoký společenský status, je velmi ženské a atraktivní.
Pro vedlejší postavu Badgera navrhla a vytvořila Shawna Trpcic oblečení s vědomím, že jej má zájem hrát přímo Joss Whedon. Když byl do této role obsazen Mark Sheppard, byly již vytvořené kostýmy pro něj také použitelné. U postav z Aliance se Trpcic, kromě šedé a chladné modré, zaměřila také na nacistické Německo, ale alianční kostýmy nakonec zkombinovala s vlivy i jiných válek, protože první náčrty byly „příliš nacistické“. Samotné uniformy aliančních vojáků pocházely kvůli nedostatku financí z filmu Hvězdná pěchota z roku 1997. Obecně Whedon uvedl: „ti špatní nosili klobouky a čepice, ti dobří nikoliv“.

### Hudba

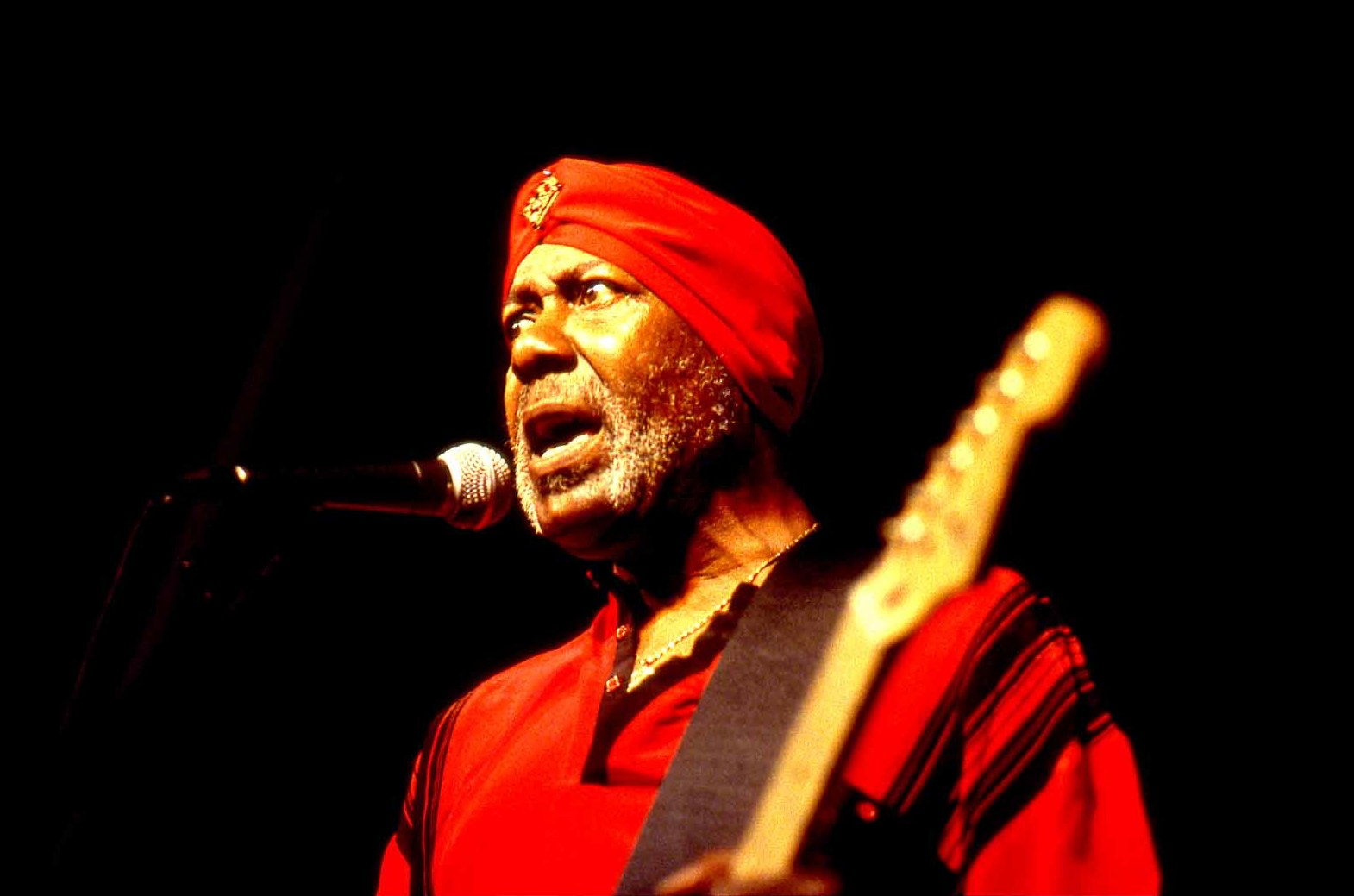
Titulní píseň „The Ballad of Serenity“ nazpíval bluesový hudebník Sonny Rhodes

Hudbu pro seriál složil Greg Edmonson, který uvedl, že ji psal pro vyjádření emocí konkrétních okamžiků. Nicméně podle Jennifer Goltz ji složil také pro vyjádření postav: „Edmonson vymyslel pro seriál speciální sbírku hudební symboliky“. Jako příklad uvedla scény návratu posádky na Serenity, při kterých zní hlavní hudební téma seriálu – byl to „zvuk domova“. Slide kytara a housle použité v této melodii jsou přenosné nástroje, které se hodí k životnímu stylu hlavních postav: „…vykouzlí nomádský život, který posádka vede, a podtrhují westernovovou stránku seriálu“. Dalším tématem byly „smutné housle“, použité na konci scény z bitvy o údolí Serenity, při Malově vtipu o mrtvé Kaylee v pilotní dvojepizodě či při závěrečné scéně dílu „Poslední zpráva“, kdy postavy truchlí nad zabitým přítelem. V tomto případě se zároveň jednalo o vůbec poslední natáčenou scénu celého seriálu, takže Edmonson jej bral i jako rozloučení s Firefly. K naznačení blížícího se nebezpečí využil skladatel hudební téma, které má „pomalý rytmus, podobný jako tlukot srdce, s hlubokým odbíjením a nízkými smyčci“. Vlastní témata měly i postavy. Při scénách s kriminálním bossem Niskou zní východo- nebo středoevropské melodie, záběry na Simona a River doprovází klavír s houslemi v pozadí, další motivy byly vytvořeny již pro pilotní dvojepizodu. Goltz uvedla: „Hudba v každém díle zintezivněla můj zážitek z tohoto inteligentního a výjimečného seriálu. Pomocí kombinace všech hudebních témat uvedl Greg Edmonson aspekty příběhu a postav Firefly, které nikdy nebyly výslovně odhaleny v ostatních elementech seriálu.“
Hudba ve Firefly vyjadřuje kulturní fúzi příběhu. Kovbojská kytara se mísí s asijskými vlivy, což vytváří celkovou atmosféru pozadí seriálu. Steve Townsley uvedl: „Stará hudba z budoucnosti – hudba plápolajících táborových ohňů a drsných kovbojů se prolíná s vroucím, zadumaným zvukem asijské kultury a příležitostně také s chladnou imperiální trubkou, která ohlašuje zlověstnou přítomnost dominantní vlády. Naprosto strhující.“
Úvodní píseň, „The Ballad of Serenity“, napsal přímo Joss Whedon a během úvodních titulků ji hraje a zpívá Sonny Rhodes. Whedon ji složil ještě předtím, než dostal k natáčení od studia zelenou. Demo verze písně, zahraná a zazpívaná Whedonem, se nachází v bonusech na DVD edici seriálu. Soundtrack Firefly o délce 60 minut byl na CD vydán 8. listopadu 2005 vydavatelstvím Varèse Sarabande, nicméně zkrácená 40minutová verze byla zveřejněna jako digitální EP již v září toho roku.

### České znění
České znění seriálu Firefly vyrobilo pro společnost FTV Prima studio Médea Promotion Dabing v roce 2015 pod režijním vedením Lucie Petry Svobodové. Překlad je dílem Milana Pohla a Michaely Křížové. Hlasové obsazení bylo oproti dabingu navazujícího filmu Serenity z roku 2005 téměř kompletně změněno, zůstal pouze Filip Jančík, který v seriálu i filmu namluvil Simona Tama, a René Slováčková (ve filmu hlas Inary, v seriálu hlas Zoe).

## Vysílání a vydávání

### Vysílání
| Řada | Díly | Premiéra v USA | Premiéra v USA    | Premiéra v ČR | Premiéra v ČR |
| Řada | Díly | První díl      | Poslední díl      | První díl     | Poslední díl  |
| ---- | ---- | -------------- | ----------------- | ------------- | ------------- |
| 1    | 15   | 20. září 2002  | 20. prosince 2002 | 8. září 2015  | 28. září 2015 |

Součástí Firefly je původní dvojdílná pilotní epizoda „Serenity“ a dalších třináct epizod o standardní délce přibližně 44 minut. Seriál měl ve Spojených státech premiéru na stanici Fox dne 20. září 2002 druhou pilotní epizodou „Vlaková loupež“, přičemž další díly, které ale byly uváděny v jiném, než autory zamýšleném pořadí, následovaly v týdenních intervalech, vždy v pátek od 20 hodin. Ačkoliv úmyslem Josse Whedona bylo sedmileté vysílání Firefly, seriál byl Foxem zrušen již 12. prosince 2002 po odvysílání devíti epizod. Do Vánoc 2002 byl následně uveden ještě jeden klasický díl a na závěr také původní dvojdílný pilot, zbývající tři epizody z celkových 15 natočených však již nebyly tehdy v USA odvysílány a svoji premiéru si odbyly v červenci a srpnu 2003 na stanici Sci Fi Channel ve Spojeném království. V době svého zrušení v prosinci 2002 měla Firefly průměrnou sledovanost 4,7 milionů diváků na jednu epizodu a nacházela se v této sezóně na 98. místě žebříčku sledovanosti.
Ještě před zrušením se někteří fanoušci obávali nízkých hodnot sledovanosti a vytvořili kampaň „Firefly: Immediate Assistance“, jejímž cílem bylo pomocí pohlednic zasílaných stanici Fox podpořit výrobu seriálu. Poté, co stanice produkci Firefly zastavila, pokračovala tato kampaň u jiných televizí (včetně UPN), aby seriál některá z nich převzala. Tento fanouškovský projekt však nebyl úspěšný.
Server The A.V. Club uvedl několik činů stanice Fox, které podle něj odsoudily seriál k brzkému zániku – především vysílání epizod v odlišném pořadí, což divákům velmi ztížilo sledovat průběžnou dějovou linii. Například dvojepizoda „Serenity“ byla zamýšlena jako premiérová, s čímž počítal i její děj s představením postav i jejich historie. Nicméně Fox se rozhodl, že „Serenity“ je nevhodná k zahájení seriálu, takže místo ní musela být jako nový pilotní díl vytvořena epizoda „Vlaková loupež“. Kromě toho byla Firefly propagována jako akční komedie, autoři ji však psali jako vážnou studii postav. Časopis Variety si také všiml rozhodnutí stanice Fox nahradit epizody Firefly v jejich pravidelném vysílacím čase baseballovým přenosem (v jednom případě) a filmem (ve dvou případech).
Pro vysílání na stanici Universal HD (od září 2006) nechal Fox zremasterovat celý seriál do formátu 1080i.
K desátému výročí Firefly vznikl pořad Browncoats Unite (odvysílaný na stanici Science 11. listopadu 2012), jehož hosté, Joss Whedon, Tim Minear a někteří z herců, debatovali o historii seriálu.
Seriál byl prodán do více zemí, kde měl premiéry již od roku 2003. V Česku byl poprvé vysílán v září 2015 na stanici Prima Cool každý všední den v podvečerním čase, přibližně od 17:50.

### Vydání pro domácnosti
Box set obsahující čtyři DVD se všemi 15 natočenými epizodami seriálu byl pro region 1 vydán 9. prosince 2003, pro region 2 dne 19. dubna 2004 a pro region 4 dne 4. srpna 2004. Tato edice obsahovala epizody v původním pořadí, které zamýšleli producenti, dále audiokomentáře herců a tvůrců u sedmi dílů, nepoužité scény, nepovedené záběry, pohled do zákulisí a další bonusy. Epizody sem byly umístěny ve formátu 16 : 9 (tak, jak byly natáčeny) s anamorfním převodem a zvukem Dolby Surround. Do září 2005 bylo prodáno přibližně 500 000 těchto box setů, řadu měsíců se seriál pohyboval na předních místech žebříčků prodejnosti Amazonu.
Na BD byl seriál vydán 11. listopadu 2008, tato edice obsahovala tři disky a kromě extra materiálu z DVD vydání také navíc audiokomentář k jedné další epizodě a bonusové video se setkáním některých herců a Josse Whedona.

## Přijetí

### Kritika
Server Rotten Tomatoes shromáždil 20 recenzí seriálu Firefly, z nichž 16 (tedy 80 %) bylo kladných. Průměrné hodnocení dosáhlo hodnoty 7,96 bodu z 10. Od serveru Metacritic získal seriál, podle vyhodnocení 30 recenzí, 63 bodů ze 100. Server Kinobox.cz shromáždil tři recenze z českých internetových stránek s průměrným hodnocením 87 %.
Více kritiků se zaměřilo na spojení motivů Divokého západu a dalekého vesmíru. Například Matt Roush z TV Guide označil seriál za „zvláštní“ a „neobvyklý“ a poznamenal, jak Firefly doslovně převzala metaforu space opery coby westernů. Podle Roushe tento posun od cestování vesmírem ke koňským hřbetům „skřípal“, ale jakmile si na to zvykl, našel chytře koncipované postavy a vyrovnané scénáře s akcí, napětí i humorem. Někteří recenzenti nicméně kritizovali prostředí seriálu. Tim Goodman ze San Francisco Chronicle cítil, že splývání westernu a science fiction byl „násilný mišmaš dvou znepokojivě protikladných žánrů jenom v zájmu toho, aby bylo dílo odlišné“, a označil show za „ohromné zklamání“. Carina Chocano ze Salon.com uvedla, že zatímco metafora „vesmíru na Divokém západě“ je poměrně nadbytečná, žádný z těchto žánrů nespojuje dílo se současností. Emily Nussbaum z The New York Times, která recenzovala DVD vydání, napsala, že seriál obsahoval „podivný žánrový mix, který může být odsouzen k zániku již na začátku: bylo to na postavy bohaté sci-fi westernové komediální drama s existenciálními základy, těžko k prodání během sezóny, které dominovala reality show Joe milionář“.
Deník Boston Globe popsal Firefly jako „nádherný, nápaditý binec plný možností“. Recenzent dále uvedl, že odlišností mezi tímto seriálem a jinými programy byl fakt, že tyto show „vlétnou na scénu s vypracovanými pilotními díly a rychle se zhorší do průměrnosti… Firefly je na protější straně tvůrčí cesty.“ Jason Sneell ze stránky Teevee.org popsal seriál jako jeden z nejlepších v televizi a jeden „s největším potenciálem pro budoucí lesk“.
Recenzenti také srovnávali Firefly s předchozím Whedonovým seriálem, Buffy, přemožitelka upírů. Chocano si všimla, že nový pořad postrádá psychologické napětí Buffy, a naznačila, že tato absence by mohla být vysvětlena vysíláním epizod v odlišném pořadí, než tvůrci zamýšleli. Na druhou stranu, server MSN po zhlédnutí DVD edice poukázal na to, že bylo snadné pochopit, proč si seriál získal mnoho velmi oddaných fanoušků. Uvedl, že „tu je tu typický Whedonův rukopis: zábavné a duchaplné dialogy, osobitý děj a temné prozkoumávání lidského klamu, díky čemuž je Buffy skvělá; to vše pomohlo fanouškům najít si cestu i k tomuto vesmírnému dramatu“.

### Nominace a ocenění
I přes svou krátkou existenci získal seriál Firefly několik cen. V roce 2003 byl oceněn cenou Emmy v kategorii Nejlepší vizuální efekty v seriálu. Dále se jednalo o jednu cenu Saturn, pět cen SyFy Genre a jednu cenu Visual Effects Society. Kromě toho byl seriál také třikrát nominován na cenu Hugo.

### Fandom

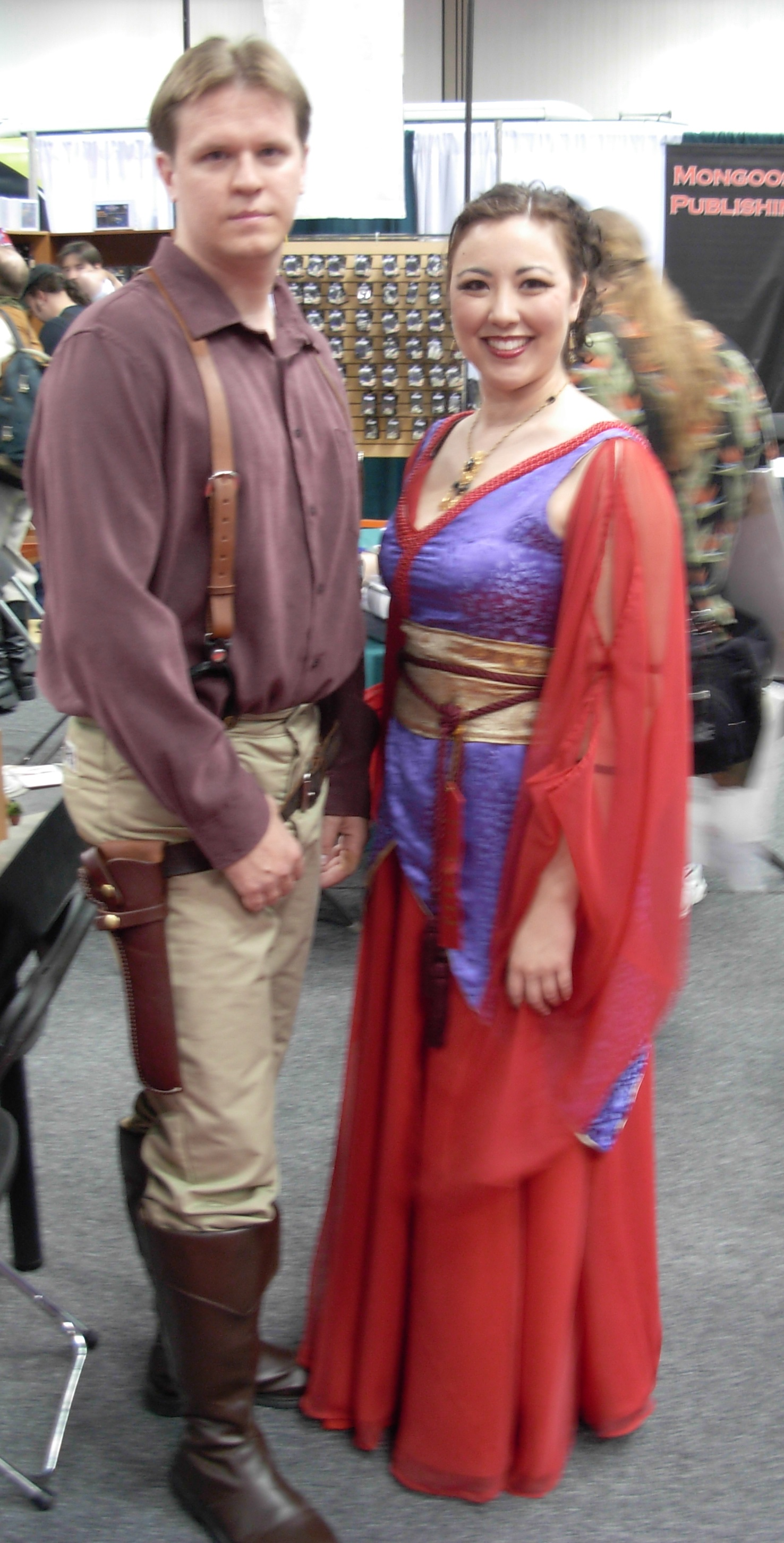
Fanoušci v kostýmech Mala a Inary

Seriál Firefly si během svého tříměsíčního vysílání na stanici Fox na konci roku 2002 vytvořil okruh fanoušků, kteří se virtuálně setkávali na internetovém fóru (později známé jako „Original Board“ nebo zkráceně OB), které původně založila stanice Fox pro divácké komentáře k této show. Fanoušci, kteří se sami začali označovat jako „hnědokabátníci“ (v originále Browncoats – podle Nezávislých, bojovníků proti Alianci v seriálu), používali toto fórum k organizaci a zkoušeli pomocí něj zabránit zrušení seriálu. Jejich úsilí zahrnovalo také sbírku finančních prostředků na reklamu v časopisu Variety a dopisovou kampaň do UPN. I když jejich snaha nebyla úspěšná a stanici Fox ohledně toho kroku nepřemluvili, dosáhli v prosinci 2003 díky svému velkému zájmu alespoň vydání DVD edice. Další fanouškovská kampaň vybrala přes 14 000 dolarů, za které byla pořízena DVD se seriálem, jež byla v dubnu 2004 předána na paluby 250 lodí amerického námořnictva, kde začala sloužit pro relaxaci jejich posádek.
Tyto a další fanouškovské aktivity nakonec přesvědčily Universal Studios, aby natočilo celovečerní film Serenity. V květnu 2005 začala série projekcí dosud nedokončeného snímku určená fandomu, což pomohlo také ke zvýšení prodeje lístků na standardní projekce poté, co v září 2005 začala být definitivní verze filmu promítána běžně v kinech. Komerční úspěch snímku však nebyl takový, jak fanoušci doufali, celosvětově dosáhly tržby necelých 40 milionů dolarů.
Dne 23. června 2006 zorganizoval fandom seriálu první charitativní projekce filmu Serenity, které proběhly ve 47 městech v několika státech světa. Během akce se vybralo přes 65 000 dolarů, které získala Whedonem podporovaná lidskoprávní organizace Equality Now. Tato promítání již pod ustáleným názvem „Can't Stop the Serenity“ (odkaz na repliku z filmu: „can't stop the signal“ – signál nemohou zastavit) probíhala i v následujících letech, přičemž vybrané částky každoročně přesahovaly 100 000 dolarů. Další akce pořádaná 23. června 2006 (narozeniny Josse Whedona) měla název „Serenity Day“. Fanoušci při ní měli co nejvíce nakupovat a doporučovat k nákupu DVD se seriálem Firefly a filmem Serenity, aby studia viděla, že mezi diváky je o tato díla zájem.
V červenci 2006 byl na DVD vydán fandomem natočený dokument Done the Impossible, který ukazuje příběhy fanoušků, jejich cesty k Firefly i rozhovory s tvůrcem seriálu Jossem Whedonem a některými herci. K dalším fanouškovským projektům patří například neoficiální filmový sequel Serenity s názvem Browncoats: Redemption, který měl premiéru v září 2010 a který vznikl se souhlasem Josse Whedona. V cameo rolích se zde objevili i herci Adam Baldwin (Jayne ve Firefly), Michael Fairman (Niska ve Firefly) a Yan a Rafael Feldmanovi (Fanty a Mingo v Serenity), jednu skladbu pro snímek poskytl také hudební skladatel Greg Edmonson.
Americký astronaut Steven Swanson, který se taky považuje za „hnědokabátníka“, si vzal s sebou do letu raketoplánu Atlantis STS-117, konaném v červnu 2007, DVD se seriálem Firefly a filmem Serenity. Tato DVD se posléze stala součástí sbírky filmů a seriálů na Mezinárodní vesmírné stanici, které si může přehrávat tamní posádka. Úvodní píseň „The Ballad of Serenity“ použila NASA dne 12. února 2010 jako budíček pro astronauta Roberta Behnkena a jeho kolegy při letu STS-130.

### Merchandising
Na seriál Firefly navázalo několik oficiálních produktů. Podle navazujícího filmu Serenity vznikl v roce 2005 jeho románový přepis od spisovatele Keithe R. A. DeCandida (nakladatelství Pocket Books), v tomtéž roce začala vznikat pod vedením Josse Whedona také komiksová série Serenity vydávaná ve vydavatelství Dark Horse Comics. Nakladatelství Pocket Books mělo smlouvu na vydání dalších dvou románů z prostředí Firefly, přičemž si vyžádalo návrhy od různých autorů. Žádný však nebyl Jossem Whedonem schválen k vydání, proto byla smlouva následně zrušena. Jeden z těchto příběhů, My Own Kind of Freedom, poskytl jeho autor Steven Brust čtenářům na internetu v roce 2008 pod licencí Creative Commons.
K seriálu byly nakladatelstvím Titan Books vydány v letech 2006 a 2007 dva díly oficiálního průvodce Firefly: The Official Companion, který byl v roce 2010 následován další encyklopedií Firefly: Still Flying. Průvodce pro celovečerní film Serenity: The Official Visual Companion vyšel v roce 2005. V průběhu let byly vydány i další publikace na téma Firefly, včetně dvou sborníků esejí Finding Serenity: Anti-heroes, Lost Shepherds and Space Hookers in Joss Whedon's Firefly (2004) a Serenity Found: More Unauthorized Essays on Joss Whedon's Firefly Universe (2007) či obrazových děl, jako jsou plány lodě, mapy a atlasy. K dalším marketingovým a zároveň sběratelským produktům patří různé plakáty, trička, modely, repliky a figurky.
V roce 2005 byla vydána RPG hra Serenity Role Playing Game, z roku 2013 pochází desková hra Firefly: The Game a v roce 2014 ji následovala karetní hra Firefly: Out to the Black. V létě 2014 byla ohlášena i MMORPG videohra Firefly Online, v niž všechny hlavní postavy budou nadabovány původními herci ze seriálu.

### Odkaz seriálu
V návaznosti na úspěch prodeje DVD se seriálem Firefly byl v roce 2005 natočen celovečerní film Serenity, který uzavírá některé dějové linie představené na televizních obrazovkách.
Webová stránka časopisu New Scientist uspořádala v roce 2005 internetové hlasování, aby našla „Nejlepší vesmírné sci-fi v historii“. Na prvním místě se umístil seriál Firefly, který byl na druhé příčce následovaný filmem Serenity. V roce 2012 byl seriál Firefly zařazen na 11. místo (s komentářem „jak to často bývá, mučednictvím se legenda pouze rozšíří“) v žebříčku „25 nejlepších kultovních televizních seriálů posledních 25 let“, který vydal časopis Entertainment Weekly. Roku 2007 časopis TV Guide umístil Firefly na 25. místo nejlepších kultovních seriálů, podle stejného magazínu patří Firefly na páté místo v žebříčku 60 seriálů, které byly „zrušeny příliš brzy“. Navazující film Serenity byl v různých diváckých hlasováních také často označován coby jeden z nejlepších sci-fi snímků.
Odkazy a narážky na Firefly se vyskytují také v jiných populárních dílech. V epizodě „Dvoustá“ sci-fi seriálu Hvězdná brána je fiktivní seriál Červí díra zrušen již po třech dílech, ale protože se dobře prodává na DVD, je umožněno jeho autorům natočit celovečerní film. Tvůrce Hvězdné brány Brad Wright považuje Firefly za „pravděpodobně jeden z nejlepších zrušených seriálů historie“. Sheldon Cooper, jedna z hlavních postav sitcomu Teorie velkého třesku, je velkým fanouškem Firefly a kvůli jejímu zrušení považuje Ruperta Murdocha, majitele stanice Fox, za zrádce. Na téma tohoto seriálu dojde i ve scéně, kdy postavy sitcomu potkají ve vlaku herečku Summer Glau. V sitcomu Zpátky do školy jsou Troy a Abed rovněž fanoušky této sci-fi show a mají spolu dohodu, že kdyby jeden z nich zemřel, druhý jeho smrt zamaskuje jako sebevraždu kvůli zrušení Firefly, což, jak doufají, by mohlo pomoci k její obnově. V minisérii Battlestar Galactica z roku 2003 proletí v jedné scéně na pozadí vesmírná loď připomínající vzhledem Serenity. Digitální efekty obou děl přitom vytvářela společnost Zoic Studios, Josse Whedona i Tima Mineara tento odkaz potěšil.
Rozšířené jsou odkazy na Firefly v seriálu Castle na zabití, kde Nathan Fillion hraje hlavní postavu spisovatele Richarda Castla. Ten má ve svém bytě jako dekorace rekvizity z Firefly, na Halloween se oblékne jako „vesmírný kovboj“ („Takže za A: Ve vesmíru nejsou krávy. Za B: Nešel jsi v tom před pěti lety?“ zavtipkuje jeho dcera), mluví čínsky díky „jednomu televiznímu pořadu“ a ukazuje dva a dva prsty, když si navléká modré chirurgické rukavice (odkaz na repliku „dva krát dvě, modré ruce“ vztahující se k záhadným mužům s modrými rukavicemi). V seriálu jsou během dramatických scén použity fráze různých fráze a hlášky z Firefly, ostatní postavy se Castla také zeptají, zda zná lázně zvané „Serenity“. Společně s policejní vyšetřovatelkou pracuje na objasnění vraždy, která proběhla na science fiction conu a při níž jsou podezřelí herci ze space opery, jež byla před více než 10 lety zrušena po 12 epizodách. Přitom se zmíní i o tom, že fandí „dobré sci-fi, Star Trek, Battlestar, to, co píše Joss Whedon…“. Nathan Fillion se v některých epizodách také na scéně potká se svými hereckými kolegy z Firefly, Adamem Baldwinem a Ginou Torres.